# Лангенгаген
Лангенгаген (нім. Langenhagen) — місто в Німеччині, розташоване в землі Нижня Саксонія. Входить до складу району Ганновер.
Площа — 71,99 км2. Населення становить 54 712 ос. (станом на 31 грудня 2021).